# L. C. Pedersen Motor Car Company
L. C. Pedersen Motor Car Company war ein US-amerikanischer Hersteller von Automobilen.

## Unternehmensgeschichte
Das Unternehmen hatte seinen Sitz in Chicago in Illinois. 1922 stellte es Automobile her. Der Markenname lautete Pedersen. Besonderheit war, dass die Fahrzeuge auch postalisch bestellt werden konnten. Insgesamt entstanden nur wenige Fahrzeuge. Eines existiert noch.

## Fahrzeuge
Das einzige Modell war ein Kleinwagen. Eine Quelle bezeichnet das Fahrzeug als Cyclecar. Allerdings erfüllte es die Kriterien nicht. Der V2-Motor stammte von Deluxe und war luftgekühlt. Er trieb über ein Zweiganggetriebe und eine Kardanwelle die Hinterachse an. Das Fahrgestell hatte 178 cm Radstand und 117 cm Spurweite. Karosserieform war ein Roadster mit zwei Sitzen. Das Leergewicht war mit rund 372 kg angegeben. Der Neupreis betrug 295 US-Dollar.